# WR 136
WR 136 è una stella della costellazione del Cigno, di magnitudine apparente +7,5 situata nel centro di NGC 6888, (la Nebulosa Crescente). Si trova a circa 4700 anni luce dal Sistema solare.

## Caratteristiche

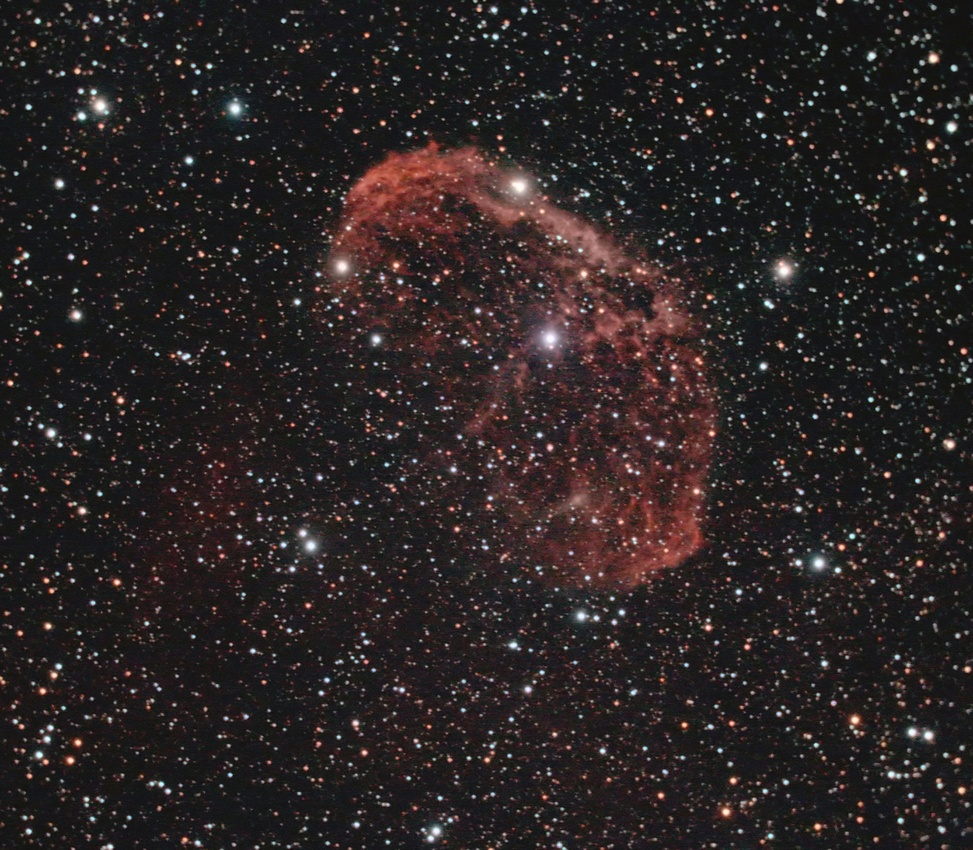
NGC 6888 circonda WR 136

WR 136 è una stella di Wolf-Rayet di tipo spettrale WN6, con una luminosità 500.000 volte superiore a quella del Sole e una temperatura superficiale che raggiunge i 73.000 gradi K. La sua età è stimata in soli 4,5 milioni di anni circa, un millesimo dell'età del Sole, ma la stella è già in una fase avanzata della sua evoluzione: in precedenza era una supergigante rossa con una massa 30 volte quella del Sole e circa 250.000 anni fa ha espulso i suoi strati esterni. Ora, diventata una Wolf-Rayet, il materiale espulso precedentemente viene colpito dal potente vento stellare della stella, formando così la nebulosa a emissione NGC 6888.
La stella perde massa molto rapidamente, l'equivalente di una massa solare ogni 10.000 anni; si stima che tra circa 100.000 anni, se sarà ancora sufficientemente massiccia, la stella esploderà in una brillante supernova.

## Una stella binaria?
Si è ipotizzato che WR 136 potesse essere una stella binaria: la sua compagna dovrebbe essere di classe spettrale M o K e impiegherebbe più di 5 giorni per completare un'orbita intorno alla stella: se la compagna esistesse effettivamente, in futuro questo sistema binario potrebbe diventare una stella binaria a raggi X di piccola massa.